# Chakir Saheb Ettabaâ
Chakir Saheb Ettabaâ (arabe : أبو محمد شاكير صاحب الطابع), né vers 1790 et décédé le 11 septembre 1837 au Bardo, est un homme politique tunisien d'origine circassienne.

## Biographie

### Début de carrière
Mamelouk d'Hammouda Pacha, élevé au palais du Bardo, il passe au service du prince Hussein comme garde des sceaux et secrétaire lorsque celui-ci est encore prince héritier en 1815. Il l'accompagne plusieurs fois dans la colonne armée chargée de la levée de l'impôt parmi les tribus tunisiennes et devient son gendre.

### Principal ministre de la régence
Lorsque Hussein accède au trône en 1824, Chakir Saheb Ettabaâ devient son principal ministre et conseiller en 1829 ; il doit toutefois composer avec le puissant commandant en chef de l'armée et gendre de Mahmoud Bey, le général Slimane Kahia. Chakir joue un rôle déterminant dans la politique d'autonomie vis-à-vis du gouvernement ottoman qu'Hussein II Bey tente de mettre en place. De même, lors de la conquête de l'Algérie par la France, il influence fortement le souverain pour ne pas rompre les relations avec la France mais plutôt pour tenter d'en tirer profit vis-à-vis de Paris et du consul français à Tunis, dont l'influence devient de plus en plus grande sur le bey. Il assainit par ailleurs momentanément les finances de l'État au prix de violentes exactions et d'extorsions envers les producteurs et exportateurs d'huile d'olive. Il s'allie aussi avec la famille makhzénienne des Ben Ayed dans des opérations d'exportations qui font sa fortune. En revanche, les Djellouli, autrefois puissants avec leur allié Youssef Saheb Ettabaâ et qui se trouvent en difficulté à cause de la crise économique de 1830, s'endettent fortement et font faillite dix ans plus tard ; les fils de Mahmoud Djellouli cherchent refuge à Malte pendant quelques années et reviennent à leurs fonctions administratives sans toutefois revenir aux affaires commerciales qui faisaient leur fortune.
En 1830, Saheb Ettabaâ persuade le souverain de répondre aux appels à la réforme du sultan ottoman et de mettre en place les premiers régiments de l'armée régulière, uniquement à partir des jeunes effectifs de la milice turque de Tunis et grâce à des instructeurs européens. En janvier 1831, le premier régiment composé de plusieurs bataillons d'infanterie, d'un bataillon d'artillerie de 150 hommes et d'un bataillon du génie de 120 hommes est créé. Les soldats sont habillés et armés à l'européenne et constituent le premier noyau de l'armée moderne tunisienne qui s'étend sous le règne d'Ahmed Ier Bey.
Après la mort d'Hussein II Bey en 1835, Saheb Ettabaâ parvient à garder une forte influence sur son successeur et frère cadet Moustapha qui le maintient dans ses fonctions de principal ministre mais lui ôtant celles de Garde des sceaux. Saheb Ettabaâ pousse le bey à faire plusieurs réformes audacieuses mais très impopulaires, dont celle de la conscription généralisée à la population des grandes villes.
Des manifestations dissuadent finalement le bey de mener ces réformes à terme mais le ministre, dont l'influence et le pouvoir grandissent à la cour, ne cède pas. De plus, Saheb Ettabaâ mène une politique de rapprochement avec le gouvernement ottoman afin de contrer la mainmise des négociants européens qui se sont placés sous la protection des consuls français et anglais. Son esprit réformateur et son autoritarisme ont eu une grande influence sur le fils du souverain, le prince Ahmed Ier Bey. Une fois au pouvoir, ce dernier reprend les réformes de Chakir, surtout dans le domaine des affaires militaires.
Durant la crise de l'huile, durant l'hiver 1833-1834, il réprime une révolte à Kairouan, en violant le droit d'asile traditionnel de la ville sainte, et impose une amende de plus de 500 000 piastres. Une autre crise agricole de moindre importance éclate à Bizerte en 1837 ; il réprime alors la révolte des populations pressurées par le poids de l'impôt.

### Assassinat
Moustapha Bey, dont les soupçons sont entretenus par son entourage et surtout par le consul de France, décide de le faire exécuter. Chakir Saheb Ettabaâ est étranglé dans les couloirs du palais du Bardo, le 11 septembre 1837, alors qu'il vient de rencontrer le bey. Indice révélateur, il est assassiné lors de la visite au Bardo du consul de France accompagné de l'amiral Lalande en mission spéciale à Tunis. Chakir est aussitôt remplacé par Mustapha Saheb Ettabaâ, le plus âgé des ministres, même si c'est Mustapha Khaznadar qui devient alors le personnage prépondérant à la cour.

## Faits marquants
Saheb Ettabaâ a possédé de grands domaines agricoles dans différentes régions du pays, notamment au Sahel, où il favorise sa prospérité et contribue à mettre un terme à la crise économique touchant le secteur de l'huile d'olive. Il y possède 2 112 oliviers, à M'saken, où il bâtit en 1828 un sérail connu sous l'appellation de « sérail du général Makroun ». En plus de sa fonction de ministre, il est caïd du Sahel (caïdats de Sousse et Monastir) de 1836 à 1837.